# Eviota epiphanes
Eviota epiphanes, tên thông thường là divine dwarfgoby, là một loài cá biển thuộc chi Eviota trong họ Cá bống trắng. Loài này được mô tả lần đầu tiên vào năm 1903.

## Phạm vi phân bố và môi trường sống
E. epiphanes chỉ có phạm vi phân bố ở Bắc Thái Bình Dương. Loài cá này đã được tìm thấy tại quần đảo Hawaii, đảo Johnston và quần đảo Line. Những cá thể được cho là E. epiphanes ở quần đảo Ryukyu và quần đảo Ogasawara (Nhật Bản) là một loài khác, Eviota toshiyuki. Loài cá này được thu thập gần các rạn san hô và đá ngầm ở độ sâu khoảng 25 m.

## Mô tả
Chiều dài cơ thể tối đa được ghi nhận ở E. epiphanes là gần 1,4 cm. Loài cá này có màu xanh lam sáng ở vùng bụng. Hai bên lườn có các vạch đen với các viền vảy màu cam; cuống đuôi có đốm đen. Đầu, vây lưng và vây hậu môn có các đốm màu cam.